# Phyllops falcatus
Phyllops falcatus е вид бозайник от семейство Американски листоноси прилепи (Phyllostomidae). Той е единственият жив представител на рода Phyllops.

## Разпространение
Видът е разпространен само на Карибите.